# Robert Montgomery (Schauspieler)

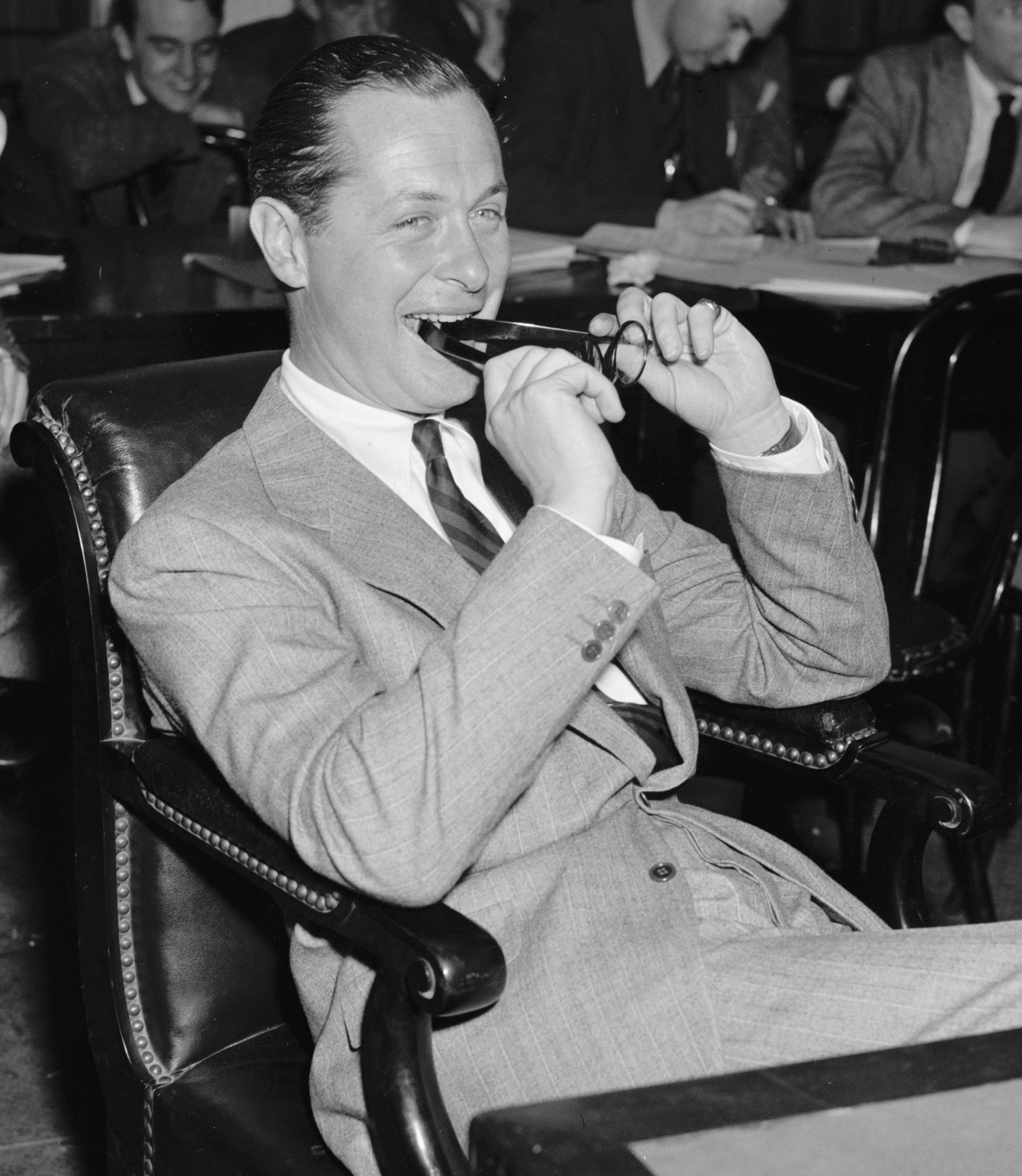
Robert Montgomery (1939)

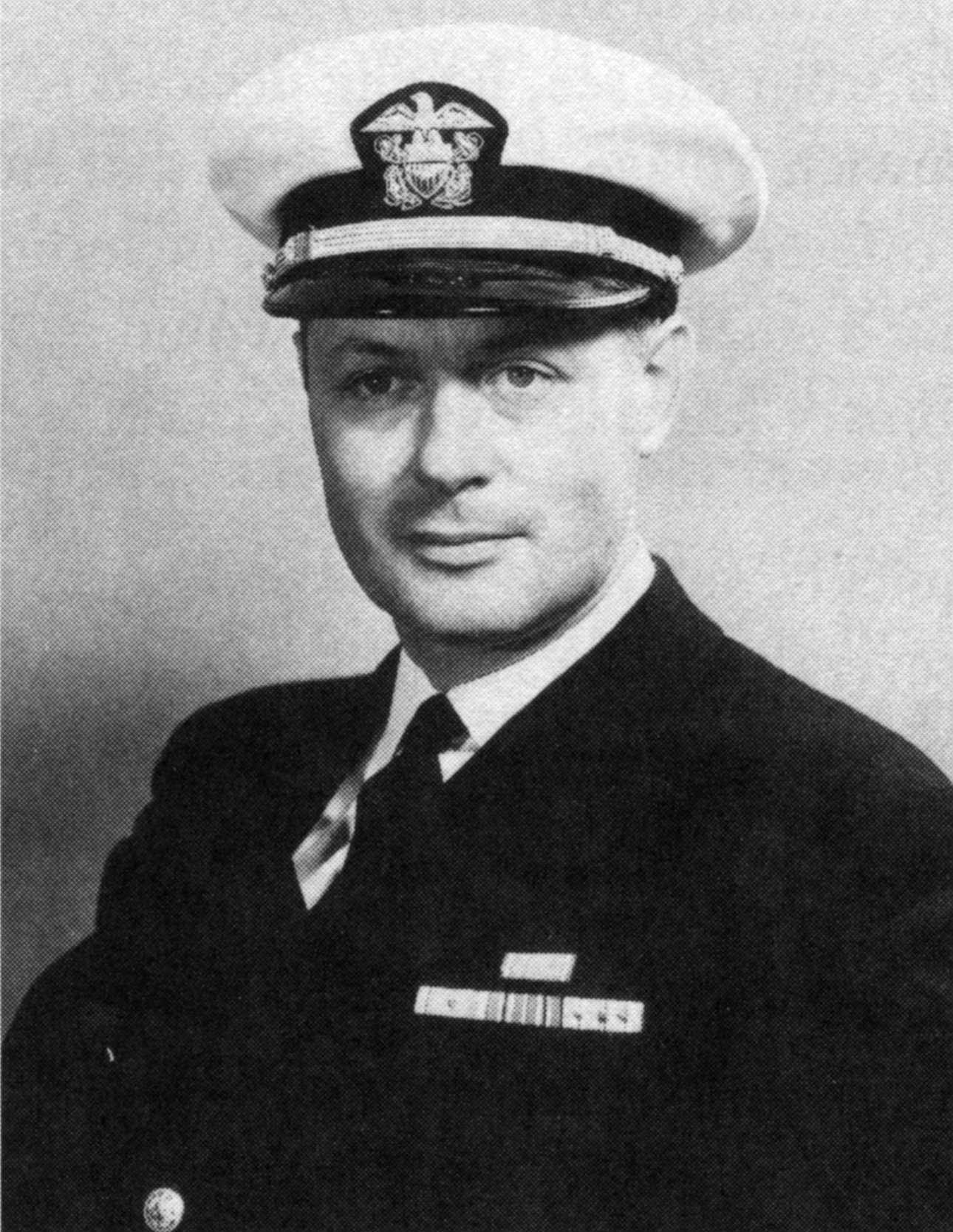
Robert Montgomery während des Zweiten Weltkrieges

Robert Montgomery (* 21. Mai 1904 in Beacon, New York; † 27. September 1981 in New York City, New York) war ein US-amerikanischer Schauspieler, Filmregisseur und Fernsehproduzent, der zu den Filmstars des klassischen Hollywood-Kinos zählte.

## Leben
Robert Montgomery wuchs als Sohn eines New Yorker Unternehmers sehr wohlhabend auf, musste allerdings feststellen, dass nach dem Tod seines Vaters nichts von dem Vermögen für ihn übrig geblieben war, sodass er sich mit Gelegenheitsjobs durchschlagen musste. Er versuchte sich erfolglos als Schriftsteller und danach auch als Schauspieler. Der Regisseur George Cukor entdeckte ihn für die Bühne und schließlich auch für den Film. Sein erster Film für MGM wurde 1929 So This Is College.
Das Studio baute ihn gezielt als Star auf und Montgomery spielte rasch neben den etablierten weiblichen Stars. Mit Joan Crawford drehte er beginnend mit Untamed insgesamt sechs Filme. In Yvonne war er neben Greta Garbo zu sehen. Norma Shearer war ebenfalls in mehreren Filmen seine Partnerin, erstmals in Die Frau für alle. Häufig wurde er in charmanten und komödiantisch angehauchten Rollen besetzt, so beispielsweise in der von Alfred Hitchcock inszenierten Screwball-Komödie Mr. und Mrs. Smith oder in Urlaub vom Himmel als ein Boxer, der versehentlich von einem Engel in den Himmel gebracht wird und seine verlorene Lebenszeit zurückfordert. Sehr erfolgreich gegen seinen üblichen Rollentypus wurde er 1937 in dem Thriller Night Must Fall als psychopathischer Mörder besetzt und erhielt hierfür die erste seiner beiden Oscar-Nominierungen.
Montgomerys Zusammenarbeit mit MGM dauerte 16 Jahre und wurde nur unterbrochen durch den Zweiten Weltkrieg. Er diente bei der US Navy im Südpazifik sowie in Europa. Nach seiner Rückkehr aus dem aktiven Dienst begann Robert Montgomery auch als Regisseur zu arbeiten. Sein bekanntester Film als Regisseur ist Die Dame im See, ein experimenteller Film Noir aus dem Jahr 1947, der komplett aus der Perspektive des Helden mit der subjektiven Kamera gedreht wurde. Montgomery war einer der ersten Hollywoodstars, die zum Fernsehen wechselten. Seine Show Robert Montgomery Presents wurde zwischen 1950 und 1957 produziert und erwies sich als sehr populär. Nach dem Film Der Admiral, bei dem er Regisseur und Produzent war, während James Cagney die Titelrolle verkörperte, zog er sich 1960 aus dem Film- und Fernsehgeschäft zurück.
Seine Tochter Elizabeth Montgomery war eine populäre Fernsehschauspielerin, daneben hatte er einen Sohn. Robert Montgomery verstarb 1981 mit 77 Jahren an einer Krebserkrankung.
Montgomery fungierte von 1935 bis 1938 sowie nochmals von 1946 bis 1947 als Präsident der Schauspielgewerkschaft Screen Actors Guild. Der Schauspieler engagierte sich zeit seines Lebens für die Republikanische Partei, so unterstützte er die republikanischen Präsidentschaftskandidaten Thomas E. Dewey und Dwight D. Eisenhower. Während dessen Präsidentschaft war er der erste offizielle Medienberater des Weißen Hauses in der Geschichte der Vereinigten Staaten.

## Auszeichnungen
Robert Montgomery war zweimal für den Oscar als bester Hauptdarsteller nominiert:
- Oscarverleihung 1938 – Night Must Fall
- Oscarverleihung 1942 – Urlaub vom Himmel.

Zwei Sterne auf dem Hollywood Walk of Fame erinnern an Robert Montgomery. Der Stern Höhe 6440 Hollywood Boulevard ist für seine Tätigkeit beim Film, der Stern Höhe 1631 Vine Street erinnert an seine Arbeit im Fernsehen.

## Filmografie (Auswahl)

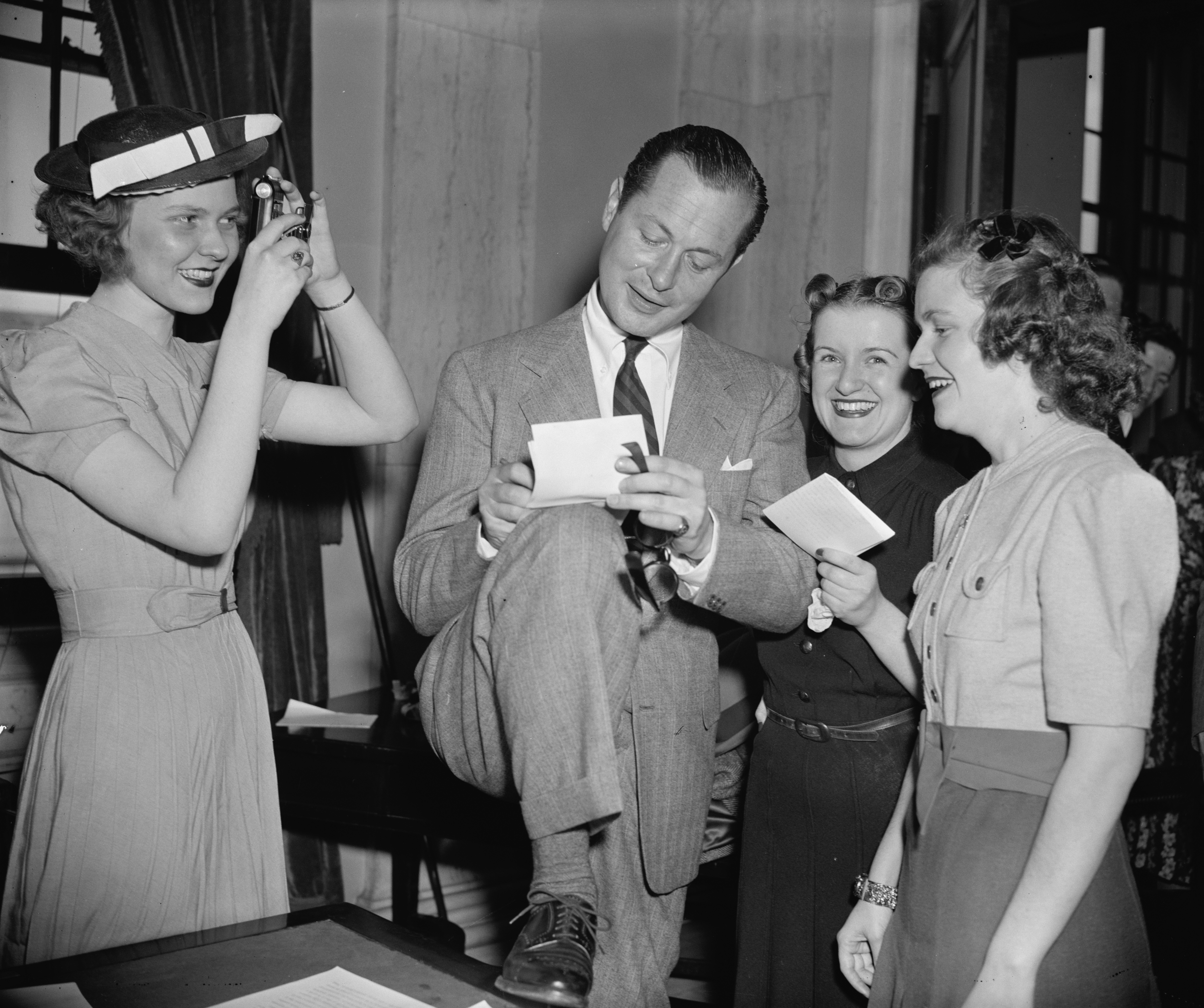
Robert Montgomery mit einigen Fans (1939)

- 1929: Unsichtbare Fesseln (The Single Standard)
- 1929: So This Is College
- 1929: Untamed
- 1929: Their Own Desire
- 1930: Die Frau für alle (The Divorcee)
- 1930: Hölle hinter Gittern (The Big House)
- 1930: Buster rutscht ins Filmland (Free and Easy)
- 1930: Our Blushing Brides
- 1931: Yvonne (Inspiration)
- 1931: Herz am Scheideweg (The Easiest Way)
- 1932: Lovers Courageous
- 1932: Letty Lynton
- 1933: When Ladies Meet
- 1933: Nachtflug (Night Flight)
- 1933: Die Hölle aus Stahl (Hell Below)
- 1934: Zwei Herzen auf der Flucht (Fugitive Lovers)
- 1934: Gauner auf Urlaub (Hide-Out)
- 1934: Heirate nie beim ersten Mal (Forsaking All Others)
- 1935: No More Ladies
- 1936: Wenn der Vater mit dem Sohne… (Piccadilly Jim)
- 1937: The Last of Mrs. Cheyney
- 1937: Night Must Fall
- 1938: Three Loves Has Nancy
- 1941: Mr. und Mrs. Smith (Mr. & Mrs. Smith)
- 1941: Gefährliche Liebe (Rage in Heaven)
- 1941: Urlaub vom Himmel (Here Comes Mr. Jordan)
- 1941: Unfinished Business
- 1945: Schnellboote vor Bataan (They Were Expendable)
- 1947: Die Dame im See (Lady in the Lake) (auch Regisseur)
- 1947: Reite auf dem rosa Pferd (Ride the Pink Horse) (auch Regisseur)
- 1948: The Saxon Charm
- 1948: Die Braut des Monats (June Bride)
- 1949: Once More, My Darling (auch Regisseur)
- 1950: Die unbekannte Zeugin (Your Witness) (auch Regisseur)
- 1950–1957: Robert Montgomery Presents (Fernsehserie, 327 Folgen; auch Produzent)
- 1960: Der Admiral (The Gallant Hours) (Regisseur und Produzent)